# Willem V van Hessen-Kassel
Willem V van Hessen-Kassel bijgenaamd de Bestendige (Kassel, 14 februari 1602 - Leer, 21 september 1637) was van 1627 tot aan zijn dood landgraaf van Hessen-Kassel. Hij behoorde tot het huis Hessen-Kassel.

## Levensloop
Willem V was de derde zoon van landgraaf Maurits van Hessen-Kassel en diens eerste echtgenote Agnes van Solms-Laubach, dochter van graaf Johan George van Solms-Laubach.
Zijn vader streed na het overlijden van landgraaf Lodewijk IV van Hessen-Marburg in 1604 samen met landgraaf Lodewijk V van Hessen-Darmstadt om de erfenis van dit landgraafschap. Lodewijk IV had bepaald dat Hessen-Marburg na zijn dood lutheraans moest blijven. Willems vader Maurits was echter calvinist, terwijl Lodewijk V lutheraans was. De Rijkshofraad oordeelde in 1623 dat Hessen-Marburg naar Lodewijk V ging. Maurits negeerde dit oordeel en verloor uiteindelijk het vertrouwen van de Staten van Hessen-Kassel, waardoor hij in 1627 gedwongen werd om te abdiceren ten voordele van Willem V.
Toen Willem de regering van Hessen-Kassel overnam, was zijn eerste daad het erkennen van het oordeel van de Rijkshofraad. Dit was noodzakelijk om de economie van zijn domeinen er bovenop te helpen. Op politiek vlak gaf hij zijn aanspraken op Hessen-Marburg echter niet op. Hij wist de economie van zijn landgraafschap te stabiliseren door een valutahervorming ten gevolge van de Kipper- und Wipperzeit waarmee Duitsland tijdens de Dertigjarige Oorlog werd geconfronteerd. Tegelijkertijd probeerde hij de schuldenlast die zijn vader hem naliet te reduceren.
Tijdens de Dertigjarige Oorlog sloot Willem een alliantie met koning Gustaaf II Adolf van Zweden en vervoegden zijn troepen bijgevolg het Zweedse leger. Hijzelf nam ook als veldheer deel aan deze oorlog en kon in juni 1631 de keizerlijke troepen uit Hessen verdrijven. Op 22 augustus 1631 dreigde generaal Johan t'Serclaes van Tilly Hessen opnieuw binnen te marcheren, maar dat lukte niet door de coalitie die Willem met Zweden vormde. 
Nadat Gustaaf Adolf Tilly bij de Slag bij Breitenfeld versloeg, kreeg Willem in het Verdrag van Werben, dat hij op 22 augustus 1631 met de Zweedse koning sloot, kreeg hij de abdijen van Fulda, Hersfeld, Paderborn en Corvey toegewezen, die echter nog veroverd moesten worden op het prinsbisdom Münster. Willem kon enkel in het offensief gaan om deze abdijen te bemachtigen en in augustus 1631 kon hij de stad Hersfeld veroveren, in september gevolgd door de stad Fritzlar in het aartsbisdom Mainz. In de buurt van de Abdij van Fulda heerste hij van 1632 tot 1634 als vorst van Büchen. In november 1631 veroverden Gustaaf Adolf en Willem V gezamenlijk de stad Frankfurt. Hierdoor werd de positie van landgraaf George II van Hessen-Darmstadt, die een bondgenootschap met de keizer vormde, in grote mate bedreigd en begon hij onmiddellijk onderhandelingen met Gustaaf Adolf. Gustaaf Adolf nam echter enkel de vesting van Rüsselsheim over, hoewel hij aan Willem het volledige deel van Opper-Hessen had toegezegd. Toen Gustaaf Adolf in 1632 sneuvelde in de Slag bij Lützen, viel de politieke coalitie van Zweden uit elkaar en won de Katholieke Liga opnieuw aan kracht.
Bij de Vrede van Praag kon de keizer in 1635 vele Duitse vorsten verenigen om de buitenlandse machten uit Duitsland te verdrijven. Willem behoorde niet tot deze vorsten, wat hem politiek isoleerde. Wel sloot hij een alliantie met Frankrijk, dat hij een leger van 10.000 man aanbod in ruil voor Franse subsidies. De keizer trok vervolgens ten oorlog naar Neder-Hessen. De abdij van Fulda werd door de keizerlijke zijde heroverd, Willem verloor zijn bezittingen in Westfalen en kon de schuldenlast van 2,5 miljoen gulden die hij van zijn vader had geërfd niet meer terugbetalen. Hij werd tot rijksvijand verklaard en landgraaf George II van Hessen-Darmstadt werd aangesteld als administrator van Noord-Hessen. In 1637 werd Opper-Hessen als strafactie van de keizer bezet door keizerlijke troepen. Voor de bevolking begon een jaar vol oorlogsgruwel en verwoestingen. Achttien steden in Hessen gingen in vlammen op, 47 kastelen en honderd dorpen werden verwoest. De stad Kassel werd gespaard, maar daar brak de pest uit die aan 1.440 personen het leven kostte.  
Willem moest met zijn familie vluchten. Eerder was het hem in 1636 wel gelukt om de door Zweedse troepen bezette en door keizerlijke troepen belegerde vesting van Hanau te heroveren, de stamresidentie van zijn schoonfamilie. In 1637 stierf hij in ballingschap in Oost-Friesland. Wegens de politieke situatie werd hij pas in april 1640 bijgezet in de Martinuskerk van Kassel.

## Huwelijk en nakomelingen
Op 21 september 1619 huwde hij met Amalia Elisabeth (1602-1651), dochter van graaf Filips Lodewijk II van Hanau-Münzenberg. Ze kregen twaalf kinderen:
- Agnes (1620-1621)
- Maurits (1621-1621)
- Elisabeth (1623-1624)
- Willem (1625-1626)
- Emilie (1626-1693), huwde in 1648 met hertog Henri Charles de la Trémoille
- Charlotte (1627-1686), huwde in 1650 met keurvorst Karel I Lodewijk van de Palts
- Willem VI (1629-1693), landgraaf van Hessen-Kassel
- Filips (1630-1638)
- Adolf (1631-1632)
- Karel (1633-1635)
- Elisabeth (1634-1688), abdis van Herford
- Louise (1636-1638)

## Voorouders
| Voorouders van Willem V van Hessen-Kassel | Voorouders van Willem V van Hessen-Kassel                                        | Voorouders van Willem V van Hessen-Kassel                                        | Voorouders van Willem V van Hessen-Kassel                                                | Voorouders van Willem V van Hessen-Kassel                                                | Voorouders van Willem V van Hessen-Kassel                                                      | Voorouders van Willem V van Hessen-Kassel                                                      | Voorouders van Willem V van Hessen-Kassel                                                      | Voorouders van Willem V van Hessen-Kassel                                                      |
| ----------------------------------------- | -------------------------------------------------------------------------------- | -------------------------------------------------------------------------------- | ---------------------------------------------------------------------------------------- | ---------------------------------------------------------------------------------------- | ---------------------------------------------------------------------------------------------- | ---------------------------------------------------------------------------------------------- | ---------------------------------------------------------------------------------------------- | ---------------------------------------------------------------------------------------------- |
| Overgrootouders                           | Filips I van Hessen (1504-1567) ∞ Christina van Saksen (1505-1549)               | Filips I van Hessen (1504-1567) ∞ Christina van Saksen (1505-1549)               | Christoffel van Württemberg (1515-1568) ∞ Anna Maria van Brandenburg-Ansbach (1526-1589) | Christoffel van Württemberg (1515-1568) ∞ Anna Maria van Brandenburg-Ansbach (1526-1589) | ? (-) ∞ ? (–)                                                                                  | ? (-) ∞ ? (–)                                                                                  | George I van Schönburg-Glauchau (-) ∞ ? (–)                                                    | George I van Schönburg-Glauchau (-) ∞ ? (–)                                                    |
| Grootouders                               | Willem IV van Hessen-Kassel (1532-1592) ∞ Sabina van Württemberg (1549-1581)     | Willem IV van Hessen-Kassel (1532-1592) ∞ Sabina van Württemberg (1549-1581)     | Willem IV van Hessen-Kassel (1532-1592) ∞ Sabina van Württemberg (1549-1581)             | Willem IV van Hessen-Kassel (1532-1592) ∞ Sabina van Württemberg (1549-1581)             | Johan George van Solms-Laubach (1546-1600) ∞ 1589 Margarete van Schönburg-Glauchau (1554–1606) | Johan George van Solms-Laubach (1546-1600) ∞ 1589 Margarete van Schönburg-Glauchau (1554–1606) | Johan George van Solms-Laubach (1546-1600) ∞ 1589 Margarete van Schönburg-Glauchau (1554–1606) | Johan George van Solms-Laubach (1546-1600) ∞ 1589 Margarete van Schönburg-Glauchau (1554–1606) |
| Ouders                                    | Maurits van Hessen-Kassel (1572-1632) ∞ 1593 Agnes van Solms-Laubach (1578-1602) | Maurits van Hessen-Kassel (1572-1632) ∞ 1593 Agnes van Solms-Laubach (1578-1602) | Maurits van Hessen-Kassel (1572-1632) ∞ 1593 Agnes van Solms-Laubach (1578-1602)         | Maurits van Hessen-Kassel (1572-1632) ∞ 1593 Agnes van Solms-Laubach (1578-1602)         | Maurits van Hessen-Kassel (1572-1632) ∞ 1593 Agnes van Solms-Laubach (1578-1602)               | Maurits van Hessen-Kassel (1572-1632) ∞ 1593 Agnes van Solms-Laubach (1578-1602)               | Maurits van Hessen-Kassel (1572-1632) ∞ 1593 Agnes van Solms-Laubach (1578-1602)               | Maurits van Hessen-Kassel (1572-1632) ∞ 1593 Agnes van Solms-Laubach (1578-1602)               |
| Willem V van Hessen-Kassel (1602-1637)    |                                                                                  |                                                                                  |                                                                                          |                                                                                          |                                                                                                |                                                                                                |                                                                                                |                                                                                                |